# Sabaterpia paulinoi
Sabaterpia paulinoi is een rechtvleugelig insect uit de familie van de sabelsprinkhanen (Tettigoniidae). De wetenschappelijke naam van deze soort is voor het eerst voorgesteld als Ephippiger paulinoi door Ignacio Bolívar in een publicatie uit 1877.
Deze soort is alleen bekend van de plaats waar deze voor het eerst is ontdekt, in Granada in Zuid-Spanje.